# Zeche Sonnenscheiner Stolln
Die Zeche Sonnenscheiner Stolln ist ein ehemaliges Steinkohlenbergwerk in Oberdahlhausen. Bereits um das Jahr 1530 wurde im Bereich des Hofes Köllermann Steinkohle abgebaut.

## Geschichte
Im Jahr 1630 wurde das Bergwerk wieder in Betrieb genommen, es wurde ein Stollen angesetzt. Im selben Jahr wurde zwischen der heutigen Hasenwinkeler Straße und der Straße Polterberg der Stollenschacht August angesetzt. Im Jahr 1700 wurde die Zeche Sonnenscheiner Stolln bereits wieder stillgelegt. Später wurde der Stollen vermutlich „Ältester Sonnenscheiner Stolln“ genannt. Im Jahr 1732 wurde der tiefere Hasenwinkeler Stolln, der teilweise auch „Tieferer Sonnenscheiner Stolln“ genannt wurde, angelegt. Das Stollenmundloch dieses Stollens lag etwa 300 Meter südöstlich des bereits vorhandenen „Ältesten Sonnenscheiner Stolln“. Um welchen Stollen es sich hierbei handelt, ist aus den Unterlagen nicht eindeutig ersichtlich. Im Jahr 1772 wurde ein Längenfeld verliehen. Im Jahr 1796 wurde ein Querschlag zur Lösung des Grubenfeldes der Zeche Hasenwinkeler Stolln vorgetrieben. Im Jahr 1809 konsolidierten die Zechen Hasenwinkeler Stolln und Sonnenscheiner Stolln mit dem Sonnenscheiner Erbstolln zur Zeche Hasenwinkel & Sonnenschein. Grund für diese Konsolidation waren die unklaren Verhältnisse der Berechtsame.